# VOCAL BATTLE AUDITION
VOCAL BATTLE AUDITION（ボーカル・バトル・オーディション）は、芸能事務所LDHが主催したオーディションである。略称はVBA。

## 2006年

### EXILE VOCAL BATTLE AUDITION 2006 〜ASIAN DREAM〜
2006年6月6日にEXILEの新ボーカルオーディションの開催を発表。18歳以上の男性を対象としていた。7月より始動した1次審査は、約1万人が参加した。3次審査通過者がファイナリストとなり、レコーディング審査を行った。9月22日に日本武道館で最終決戦が行われ、田﨑がEXILEの新ボーカルに選ばれた。
この模様は、日本テレビ『スッキリ!!』、BS日テレ『RZTV』が密着し放送していた。最終決戦は『Yahoo!動画』で無料生配信された。EXILEのアルバム『EXILE EVOLUTION』、ライブDVD『EXILE LIVE TOUR 2007 EXILE EVOLUTION』にドキュメンタリーが収録された。ファイナリスト5名は、"Dreamers 〜EXILE VOCAL BATTLE AUDITION FINALIST〜"として、2007年3月7日にシングル『ソングソルジャー 〜明日の戦士〜』を発売した。
合格者
- 田﨑敬浩（EXILE）

ファイナリスト
- TAKA（COLOR→DEEP） - シード枠で参加
- NESMITH（J Soul Brothers→EXILE） - シード枠で参加
- 施鐘泰
- 前田雄一郎（COLOR→DEEP）
- WARNER

その他の著名な参加者
3次審査進出
- 天羽景聖（COLOR→DEEP）
- 前田亮太（COLOR→DEEP）
- 八木将吉（J Soul Brothers→EXILE）
- 木島ユタカ

2次審査進出
- 青柳翔（劇団EXILE）
- 今市隆二（三代目J Soul Brothers）
- 野畑慎（Rootless）
- 佐藤広大

## 2010年

### EXILE Presents VOCAL BATTLE AUDITION 2 〜夢を持った若者達へ〜
略称はVBA2。2010年1月1日のTBS『CDTVスペシャル! 年越しプレミアライブ 2009→2010』内で、ボーカルオーディションの開催を発表。15歳から25歳までの男性を対象としていた。2月より始動した1次審査は、約3万人が参加した。3次審査通過者がファイナリストとなり、合宿審査とレコーディング審査を行った。9月15日に赤坂BLITZで最終ライブ審査が行われ、今市、登坂が三代目J Soul Brothersのボーカルに選ばれた。
この模様は、TBS『週刊EXILE』が密着し放送していた。三代目J Soul Brothersの1stアルバム『J Soul Brothers』にドキュメンタリーが収録された。
合格者
- 今市隆二（三代目J Soul Brothers）
- 登坂広臣（三代目J Soul Brothers）

ファイナリスト
- 大竹聡嗣
- 数原龍友（GENERATIONS）
- 片寄涼太（GENERATIONS）
- 岸洋佑
- 島田乾生
- 多田和也（BREATHE）
- 宮田慧（BREATHE）
- 八木将康（劇団EXILE）

その他の著名な参加者
3次審査進出
- 伊藤勇樹（FREAK）
- 久保永樹（Vimclip）
- 佐藤広大
- 又吉佑亮（GOLD RUSH）

2次審査進出
- 青山陸（THE RAMPAGE）
- 小野塚勇人（劇団EXILE）
- 鈴木伸之（劇団EXILE）
- 林和希（DOBERMAN INFINITY）
- 林部智史

## 2011年

### EXILE Presents VOCAL BATTLE AUDITION 3 〜For Girls〜
略称はVBA3。2011年1月1日のTBS『CDTVスペシャル! 年越しプレミアライブ 2010→2011』内で、ボーカル、ダンサーオーディションの開催を発表。12歳から25歳までの女性を対象としていた。2月より始動した1次審査は、約3万人が参加した。合宿審査通過者またはレコーディング審査通過者がファイナリストとなった。5月14日にSHIBUYA-AXで最終ライブ審査が行われ、市來、武藤、鷲尾、佐藤、坂東がFlowerの新メンバーに選ばれた。また、武部、石井、稲垣、ヴァッツ、大石、武田、萩尾、花山、山口、山本が新ユニットbunnyのメンバーに選ばれた。
この模様は、TBS『週刊EXILE』が密着し放送していた。
合格者
ボーカル部門
- 市來杏香（Flower、E-girls）
- 武藤千春（Flower、E-girls）
- 鷲尾伶菜（Flower、E-girls）
- 武部柚那（bunny、E-girls）

ダンスパフォーマンス部門
- 佐藤晴美（Flower、E-girls）
- 坂東希（Flower、E-girls）
- 石井杏奈（bunny、E-girls）
- 稲垣莉生（bunny、E-girls）
- ヴァッツ美良（bunny）
- 大石美優（bunny）
- 武田杏香（bunny、E-girls）
- 萩尾美聖（bunny、E-girls）
- 花山瑞貴（bunny）
- 山口乃々華（bunny、E-girls）
- 山本月（bunny）

ファイナリスト
ボーカル部門 
- 河野真子
- 塩ノ谷早耶香
- 新垣樹里

レコーディング審査
- 土本彩乃
- 菱沼ちひろ

その他の著名な参加者
ボーカル部門
- 伊藤千由李（チームしゃちほこ）
- 川本璃（E-girls、Happiness）

ダンスパフォーマンス部門
- 生田梨沙（EGD、E-girls）
- 木津玲奈（EGD、E-girls）
- 須田アンナ（EGD、E-girls、Happiness）
- 渡邉真梨奈（EGD、E-girls）

レコーディング審査進出
- 菅野友里
- 高橋優

二次審査進出
- 森井愛美

## 2013年

### EXILE Presents VOCAL BATTLE AUDITION 4 〜夢を持った若者達へ〜
略称はVBA4。2013年9月1日の『EXILE LIVE TOUR 2013 "EXILE PRIDE"』大阪公演で、ボーカルオーディションの開催を発表。15歳から25歳までの男性を対象としていた。10月より始動した1次審査は、約3万人が参加した。3次審査通過者がファイナリストとなり、レコーディング審査と合宿審査を行った。2014年4月9日に事務所で最終審査が行われ、青山、川村、吉野がTHE RAMPAGEのボーカル候補に選ばれた。
この模様は、TBS『週刊EXILE』が密着し放送していた。
合格者
- 青山陸（THE RAMPAGE）
- 川村壱馬（THE RAMPAGE）
- 吉野北人（THE RAMPAGE）

ファイナリスト
- 浅沼亮介（COLOR CREATION）
- 板床悠太郎
- 菅野陽太（D.Y.T）
- 清水謙太（BuZZ）
- 田中龍志（Zuttoiru）
- 鶴本亮太
- 並里一馬
- 羽柴純平（COLOR CREATION）
- 林和希（DOBERMAN INFINITY）
- 日髙竜太（BALLISTIK BOYZ）
- 堀田健斗
- 吉田理幹（The Super Ball）

その他の著名な参加者
3次審査進出
- 浦崎右京（JUNON SUPERBOY ANOTHERS）
- 佐川大樹
- 高橋怜也

2次審査進出
- 石賀和輝
- 岸本勇太（龍雅-Ryoga-）
- 清水謙介（BuZZ）
- 立石俊樹（元IVVY）
- 花岡領太（元NORD）

1次審査
- 佐藤寛太（劇団EXILE）
- 林部智史
- 松本享恭
- 又地諒

### GLOBAL JAPAN CHALLENGE
略称はGJC。avexとの共同プロジェクトGLOBAL JAPAN CHALLENGE 〜世界に羽ばたく夢者修行〜 in NEW YORKは、世界基準の人材を育成することを目的として上記のオーディションと同時募集した。小学4年から中学3年までの男性を対象としていた。合格者15名は2014年4月から3年半ニューヨークに留学し、育成プログラムに参加する。
この模様は、TBS『週刊EXILE』が密着し放送していたが、プロジェクト名をGLOBAL JAPAN CHALLENGEからPROJECT TAROに変更した2015年4月からは、フジテレビ『TARO』が密着し放送していた。2018年3月にプロジェクトは終了した。
合格者
ボーカル部門
- 岩本竜征
- 岡本雅史（Seven Billion Dots）
- 廣瀨真人（BE:FIRST）
- 藤田織也
- 森元凱斗
- 吉田優斗

ダンス部門
- 麻田一輝
- 奥田力也（BALLISTIK BOYZ）
- 勝俣翔史
- 後藤凌斗
- 砂田将宏（BALLISTIK BOYZ）
- 高見侃生（ONE HUNDRED LIMINAL）
- 深堀未来（BALLISTIK BOYZ）

ボーカル部門&ダンス部門
- 今津渉
- 岩本太樹

その他の著名な参加者
ダンス部門
- 阿多龍太郎（THE RAMPAGE）
- オサイジミー和輝（PSYCHIC FEVER）
- 木村慧人（FANTASTICS）
- 古嶋滝（THE JET BOY BANGERZ）
- 後藤拓磨（THE RAMPAGE）
- 小波津志（PSYCHIC FEVER）
- 彩木瑋嗣（PSYCHIC FEVER）
- 鈴木昂秀（THE RAMPAGE）
- 中西椋雅（PSYCHIC FEVER）
- 長谷川慎（THE RAMPAGE）
- 松井利樹（BALLISTIK BOYZ）
- 渡邉廉（PSYCHIC FEVER）

## 2017年

### EXILE Presents VOCAL BATTLE AUDITION 5 〜夢を持った若者達へ〜
略称はVBA5。2017年5月16日のTBS『週刊EXILE』内で、FANTASTICSのボーカルオーディションの開催を発表。15歳から25歳までの男性を対象としていた。6月より始動した1次審査は、約3万人が参加した。3次審査通過者がファイナリストとなり、レコーディング審査と合宿審査を行った。11月4日に最終審査が行われ、中島、八木がFANTASTICSのボーカルに選ばれた。
この模様は、TBS『週刊EXILE』が密着し放送していた。12月20日の日本テレビ『スッキリ』で、合格者を発表した。
合格者
- 中島颯太（FANTASTICS）
- 八木勇征（FANTASTICS）

ファイナリスト
ボーカル部門
- 加納嘉将（BALLISTIK BOYZ）
- 久保田威人
- 佐野孔壱朗
- 山東圭太（ONE HUNDRED LIMINAL）
- 日髙竜太（BALLISTIK BOYZ）
- 陳羿仁
- 宋聖揚

ラップ部門
- 油屋イルム
- オサイジミー和輝（PSYCHIC FEVER）
- 海沼流星（BALLISTIK BOYZ）
- 須藤敬弘
- 谷井英樹
- バーンズ勇気
- 福島零士
- 松井利樹（BALLISTIK BOYZ）
- 森本壱星

その他の著名な参加者
2次審査進出
- 宇原雄飛（DEEP SQUAD、THE JET BOY BANGERZ）
- 小櫃裕太郎（朝日放送テレビ）

## 関連ライブ
VBA LIVE TOUR 2012 VOCAL BATTLE STAGE
出演：NESMITH、SHOKICHI、今市、登坂、BREATHE
- 2月29日、3月1日：大阪・Zepp Osaka
- 3月6日、3月7日：東京・SHIBUYA-AX

VOCAL BATTLE AUDITION Presents "VOCAL BATTLE STAGE 2014"
出演：NESMITH、SHOKICHI、今市、登坂、数原、片寄、DEEP、BREATHE
- 4月24日、4月25日：東京・日本武道館

## その他のLDH主催オーディション
- LDH DREAM GIRLS AUDITION（2007年[34]、2008年[35]）
- 劇団EXILEオーディション（2009年、2009年、2010年）
- Happinessボーカルオーディション（2009年）
- CREATOR BATTLE AUDITION（2013年）[36]
- EXILE PERFORMER BATTLE AUDITION（2014年）
- LDH Presents THE GIRLS AUDITION（2018年）[37]
- DEEP VOCALIST AUDITION（2019年）
- LDH PERFECT AUDITION（2020年）新型コロナウイルスの影響で中止[38]
- FIGHTER BATTLE AUDITION（2021年）[39]
- iCON Z 〜Dreams For Children〜（2021年）[40]
- LDH D.LEAGUER AUDITION（2025年）

### EXILE PERFORMER BATTLE AUDITION
略称はPBA。2013年9月27日の『EXILE LIVE TOUR 2013 "EXILE PRIDE"』最終日東京公演で、EXILEの新パフォーマーオーディションの開催を発表。15歳から25歳までの男性を対象としていた。2014年2月より始動した1次審査は、約2千人が参加した。合宿審査通過者がファイナリストとなった。「コカ・コーラ」の対象製品のバーコードを集めて応募した人を抽選で招待し、4月27日に日本武道館で最終決戦「Coca-Cola zero Presents EXILE PERFORMER BATTLE AUDITION FINAL in NIPPON BUDOKAN」が行われ、岩田、白濱、関口、佐藤、山本がEXILEの新パフォーマーに選ばれた。
この模様は、日本テレビ『スッキリ!!』、TBS『週刊EXILE』が密着し放送していた。EXILEのシングル『NEW HORIZON』に最終決戦のライブ映像が収録された。
合格者
- 岩田剛典（三代目J Soul Brothers、EXILE） - シード枠で参加
- 白濱亜嵐（GENERATIONS、EXILE） - シード枠で参加
- 関口メンディー（GENERATIONS、EXILE） - シード枠で参加
- 佐藤大樹（EXILE）
- 山本世界（EXILE）

ファイナリスト
- 小森隼（GENERATIONS） - シード枠で参加
- 佐野玲於（GENERATIONS） - シード枠で参加
- 中務裕太（GENERATIONS） - シード枠で参加
- 浦川翔平（THE RAMPAGE）
- 武知海青（THE RAMPAGE）
- 与那嶺瑠唯（THE RAMPAGE）

その他の著名な参加者
合宿審査進出
- 春川恭亮（元劇団EXILE） - シード枠で参加
- 岩谷翔吾（THE RAMPAGE）
- エリオット力矢（THE RAMPAGE）
- 神谷健太（THE RAMPAGE）
- 坂本陣（THE RAMPAGE）
- 藤原樹（THE RAMPAGE）
- 山本彰吾（THE RAMPAGE）

2次審査進出
- 佐藤寛太（劇団EXILE）
- 堀夏喜（FANTASTICS）

### DEEP VOCALIST AUDITION
2019年2月19日にDEEPの新メンバーオーディションの開催を発表。年齢・性別不問としていた。4月より始動した1次審査は、約1万2千人が参加した。7月22日に赤坂BLITZで最終審査が行われ、DEEPと合格者によるプロジェクト「DEEP SQUAD」が始動した。
合格者
- 宇原雄飛（DEEP SQUAD、THE JET BOY BANGERZ）
- 杉山亮司（DEEP SQUAD、WOLF HOWL HARMONY）
- 比嘉涼樹（DEEP SQUAD、WOLF HOWL HARMONY）

ファイナリスト
- 岩村多聞
- 高橋怜也
- 福田祐樹
- 福家一樹

その他の著名な参加者
3次審査進出
- 安藤誠明（ORβIT）
- 中村竜大（LIL LEAGUE）
- 山本光汰（KID PHENOMENON）

2次審査進出
- 岩城星那（LIL LEAGUE）
- 佐藤來良（BUGVEL）
- 藤牧京介（INI）

### LDH D.LEAGUER AUDITION
2025年2月25日に行われた「第一生命 D.LEAGUE」25-26 SEASONのプレスカンファレンスで、LDHのD.LEAGUE参画と、それに伴い発足する新チームLDH SCREAMのメンバーオーディションの開催を発表。15歳以上の男性を対象としていた。7月11日に有明アリーナで最終審査「FINAL ROUND -LDH D.LEAGUER AUDITION-」が行われた。
この模様は、日本テレビ『ダンバトオーディション -DANCE BATTLE×AUDITION-』が密着し放送していた。YouTube、Huluでは地上波未公開シーンを含む特別版が配信された。最終審査は7月26日から8月31日までHuluで配信される。
合格者
- 杉田龍之介
- 鈴木龍生
- 高澤笑大郎
- 勅使河原空
- 鳥居大和
- 中屋京太朗
- 原口武蔵
- 藤浦琉大
- 百田來夢
- 森崇晃
- 山上航生
- 山口俊乃介
- 山田悠世

ファイナリスト
- 大串咲太郎
- 川崎仁一朗
- 佐々木琥太郎